# Oxford (Arkansas)
Oxford è una città degli Stati Uniti d'America situata nello Stato dell'Arkansas, nella Contea di Izard.